# 大灰啄木鸟
大灰啄木鸟（学名：Mulleripicus pulverulentus）为啄木鸟科灰啄木鸟属的鸟类。该物种的模式产地在爪哇和苏门答腊。

## 亚种
- 大灰啄木鸟云南亚种（学名：Mulleripicus pulverulentus harterti）。在中国大陆，分布于云南等地。该物种的模式产地在缅甸。[3]